# 熊汶銨
熊汶銨（遊戲代號：NeVeR_LosEs、NL，1995年4月2日—）是一名台灣前《英雄聯盟》电子竞技職業運動員，目前為Twitch遊戲實況主 。他是第一位在英雄联盟全球总决赛上拿過五連殺的台灣選手。

## 事記
- 2013年4月15日 作為下路選手加入橘子熊
- 2013年10月15日 橘子熊解散，成為自由選手
- 2013年10月22日 加入閃電狼[6]
- 2016年12月7日 暫停下路選手的身分，轉為閃電狼旗下實況主[7]
- 2024年2月1日 宣布與網銀國際解約，將與羅晟原成立叉滴娛樂[8]

## 團隊榮譽
- 2015年 IEM英特爾極限高手盃 Season 9 台北站 冠軍
- 2015年 LMS區域選拔賽 冠軍
- 2015年 英雄聯盟世界大賽八強
- 2015年 第三屆香港電子競技總決賽 冠軍
- 2016年 LMS職業聯賽春季賽 總冠軍
- 2016年 英雄聯盟季中邀請賽四強
- 2016年 LMS職業聯賽夏季賽 總冠軍

## 軼事
- 熊汶銨因先天因素少一顆腎臟，而免服兵役。[9]

- 2016年10月23日，熊汶銨於實況上獻唱歌曲《藍色眼睛》，一曲唱畢，觀眾不斷詢問有沒有考慮當歌手，當時還青澀的他立刻回答：「有考慮當歌手嗎？我當然有考慮當歌手啊，那是我的夢想耶。我跟你說：當歌手比當職業選手……我當……我當歌手，是……最想當的。」一席話成為網路迷因，甚至連五月天主唱阿信也曾經在臉書粉絲專頁附上這段「名言」[10][1]。

## 外部連結
- NeVeR_LosEs的Facebook粉絲專業 （页面存档备份，存于）
- NeVeR_LosEs的Instagram帳戶 （页面存档备份，存于）
- NeVeR_LosEs的Youtube頻道 （页面存档备份，存于）
- NeVeR_LosEs的Twitch頻道 （页面存档备份，存于）